# Richard Luton Properties Canberra International 2006
Richard Luton Properties Canberra International 2006 — тенісний турнір, що проходив на відкритих кортах з твердим покриттям Domain Tennis Centre у Канберрі (Австралія). Це був 6-й за ліком Richard Luton Properties Canberra International. Належав до турнірів 4-ї категорії в рамках Туру WTA 2006. Тривав з 9 до 15 січня 2006 року.

## Учасниці основної сітки в одиночному розряді

### Сіяні пари
| Країна   | Гравчиня                | Рейтинг1 | Сіяна |
| -------- | ----------------------- | -------- | ----- |
| Іспанія  | Анабель Медіна Гаррігес | 32       | 1     |
| Франція  | Маріон Бартолі          | 33       | 2     |
| Чехія    | Луціє Шафарова          | 42       | 3     |
| Ізраїль  | Шахар Пеєр              | 45       | 4     |
| Італія   | Роберта Вінчі           | 51       | 5     |
| Колумбія | Каталіна Кастаньйо      | 54       | 6     |
| Польща   | Марта Домаховська       | 56       | 7     |
| Швеція   | Софія Арвідссон         | 58       | 8     |
| Франція  | Віржіні Раззано         | 59       | 9     |

- 1 Рейтинг подано станом на 2 січня 2006[1]

### Інші учасниці
Нижче наведено учасниць, які отримали вайлдкард на участь в основній сітці:
- Софі Фергюсон
- Шейна Макдауелл

Нижче наведено гравчинь, які пробились в основну сітку через стадію кваліфікації:
- Ева Грдінова
- Емма Лайне
- Тетяна Пучек
- Анастасія Родіонова

Такі тенісистки потрапили в основну сітку як a щасливий лузер:
- Еммануель Гальярді
- Івонн Мейсбургер

### Знялись з турніру
До початку турніру
- Маріон Бартолі
- Єлена Докич[1]
- Луціє Шафарова

## Переможниці та фіналістки

### Одиночний розряд
Анабель Медіна Гаррігес —  Чо Юн Чон, 6–4, 0–6, 6–4
- Для Медіни Гаррігес це був 5-й титул WTA за кар'єру.

### Парний розряд
Марта Домаховська /  Роберта Вінчі —  Клер Каррен /  Ліга Декмеєре, 7–6(7–5), 6–3
- Для Домаховської це був 1-й титул WTA в парному розряді за кар'єру, для Вінчі - 3-й.